# Ronda de Tokio
En septiembre de 1973 en la ciudad de Tokio, Japón, quedó inaugurada la VII Conferencia del GATT que se denominó Ronda de Tokio donde se estableció el Sistema Generalizado de Preferencias (SGP). Participaron aquí 99 países incluyendo cinco países socialistas de Europa Oriental: Hungría, Polonia, Rumanía, Checoslovaquia y Yugoslavia. Para entonces, China y la Unión de las Repúblicas Socialistas Soviéticas URSS no participaban de esta reunión del GATT.

## Temas tratados
Los temas que se debatieron en esta Ronda de Tokio fueron los concernientes al tipo de negociaciones comerciales entre países, tratando de que se amplíen y profundicen con la intención de lograr fuertes reducciones arancelarias, además de eliminar otras barreras obstructivas del comercio: reglas especiales para los productos agrícolas, restricciones cuantitativas, etc.
El GATT había detectado 800 clases diferentes de obstrucciones al comercio, clasificadas en cinco categorías:
1. Restricciones producidas por la intervención estatal en el comercio exterior, tales como el otorgamiento de subsidios, empresas públicas, etc.
2. Excesiva formalidad aduanera tendiente a complicar el ingreso de mercaderías a los países.
3. Normas discriminatorias hacia los productos importados en cuanto a higiene, embalajes, etc., mientras que a los productos análogos nacionales no se les aplicaban.
4. Barreras del tipo de restricciones cuantitativas, sistemas de licencias de importación y exportación, acuerdos comerciales bilaterales, etc.
5. Normas relativas a niveles de precios; exacciones variables percibidas en frontera, etc.

La extensión del Sistema Generalizado de Preferencias (SGP) fue uno de los temas más importantes tratados en esta Conferencia ya que su implementación beneficia considerablemente a los países menos desarrollados, y se caracteriza por la eliminación total de aranceles a ciertos productos, por parte de los países desarrollados pero sin la obligación de los países desarrollados de extender dicho beneficio a todos los países. En otras palabras, se asegura la entrada de ciertas mercaderías provenientes de países en desarrollo a mercados de países desarrollados, que tienen más población, mercado interno, consumo y capacidad adquisitiva.
Lo relativo a estas disposiciones, sin duda han sido de gran relevancia para los países miembros de la OMC toda vez que este acuerdo determina las medidas arancelarias y respeta el acuerdo de la nació menos favorecida (NMF).

## Marco jurídico del comercio mundial
Dentro del marco jurídico del comercio mundial los temas fundamentales fueron el perfeccionamiento del Sistema Generalizado de Preferencias (SGP); los acuerdos multilaterales entre países desarrollados y países en desarrollo, sobre medidas no arancelarias; la aceptación, sin reciprocidad, de los acuerdos entre países en desarrollo destinados a reducir aranceles y medidas no arancelarias, para los productos de los países desarrollados y por último, las concesiones especiales a los países menos adelantados.

## Medidas no arancelarias
En cuanto a las medidas no arancelarias, que fue el tema de discusión más destacado, se suscribieron algunos códigos y acuerdos:
1. La valoración en aduana: se intenta establecer un sistema uniforme, equitativo y neutral para la valoración en aduana de las mercaderías. En el Código de Valoración en Aduana se definieron seis métodos de valoración por orden jerárquico para ser aplicados por los funcionarios de aduanas de los países signatarios del GATT. El primer método, que es el más utilizado, consiste en basar el valor en aduana en el valor de transacción que está expresado en el precio o importe de la factura, el precio real de las mercaderías importadas.
2. Acuerdo sobre compras del sector público: estableció detalladamente la forma en que el sector público debe convocar las licitaciones y adjudicar los contratos de compra con el objetivo de lograr una mayor transparencia de las leyes, procedimientos y prácticas relativos a las compras públicas.
3. Acuerdo sobre procedimientos para el trámite de licencias de importación: su objetivo es evitar que estos procedimientos actuaran como restricciones a la importación, simplificando trámites y comprometiendo a los gobiernos a administrarlos de forma neutral y equitativa.
4. Código sobre subvenciones y derechos compensatorios: su objetivo es que el empleo de subvenciones por parte de cualquier signatario no perjudique los intereses comerciales de otro y que las medidas compensatorias no dificulten injustificadamente el comercio internacional.
5. Acuerdo sobre obstáculos técnicos al comercio: pretende que ciertos reglamentos técnicos o normas tales como la seguridad, sanidad, protección de los consumidores, etc., no crearan obstáculos innecesarios al comercio.

## Agricultura
Con respecto a la agricultura, se llegó a una serie de acuerdos especiales con respecto a carne de bovino y productos lácteos. El Acuerdo de Carne de Bovino tenía la finalidad de expandir, liberalizar y estabilizar, el comercio internacional de carne y animales vivos, mientras que el Acuerdo Internacional de Productos Lácteos tenía por objeto ampliar y liberalizar el comercio de estos productos entre los países signatarios del acuerdo, a los fines de evitar excedentes, fluctuaciones indebidas de precios y perturbaciones al comercio internacional.